# Allopathes
Allopathes is een geslacht van neteldieren uit de klasse van de Anthozoa (bloemdieren).

## Soorten
- Allopathes denhartogi Opresko, 2003
- Allopathes desbonni (Duchassaing & Michelotti, 1864)
- Allopathes robillardi (Bell, 1891)